# Härkärivier (Pitsirivier)
De Härkärivier (Härkäjoki) is een rivier die in de Zweedse gemeente Kiruna stroomt. De rivier ontstaat als afwateringsrivier van het Härkäjärvi. De rivier stroomt zuidwestwaarts en loopt samen met de Pitsirivier door het moeras Pitsivuoma. De rivieren komen samen om uiteindelijk uit te monden in de Saankirivier. De Härkärivier is 7 kilometer.
Afwatering: Härkärivier → Pitsirivier → Saankirivier → Lainiorivier → Torne → Botnische Golf